# Amar profundo
Amar profundo es una telenovela chilena emitida por Mega desde el 23 de noviembre de 2021 hasta el 24 de agosto de 2022. La historia se centra en los habitantes de la localidad de Cocholgüe y su vínculo con la pesca artesanal.

## Sinopsis
Tamara es una empoderada madre soltera que regresa a la caleta para hacerse cargo del negocio desarrollado en la pesca artesanal por su fallecido padre Ulises, y para saldar una deuda pendiente con su rival de negocios Fabián.
Junto a la ayuda de su madre Elvira y sus hermanas Ramona y Jeimy, asumirán las riendas del negocio, haciéndose cargo de las millonarias deudas que le dejó su padre en un rubro donde predomina el machismo y así evitar la pérdida de sus bienes.

## Reparto
Una lista completa del reparto confirmado se publicó a través de Mega el 23 de noviembre de 2021.

### Principales
- María Gracia Omegna como Tamara Contreras de Tagle[5]
- Nicolás Oyarzún como Fabián Bravo
- Josefina Montané como Marina
- Pedro Campos Di Girolamo como Eric Neira[6]
- Magdalena Müller como Ramona Contreras
- Fernando Godoy como Danilo Chaparro
- Paula Luchsinger como Jeimy Contreras
- Carmen Disa Gutiérrez como Elvira Solís
- Jorge Arecheta como Ignacio Tagle
- Elisa Zulueta como Marlén Marambio de Bravo[7]
- Dayana Amigo como Gemma Lara
- Max Salgado como Oliver Parra
- José Antonio Raffo como Lizardo Gaete
- Loreto Valenzuela como Abigail Marambio
- Otilio Castro como Jeremías Bravo
- Carolina Arredondo como Begoña Guajardo
- Octavia Bernasconi como Rafaela Bravo
- Andrés Olea como Freddy Serrano
- Amanda Silva como Celeste Tagle
- Diego Rojas como Gaspar Neira

## Retransmisiones
Retransmitida desde el 15 al 19 de mayo de 2023 a las 18:40 horas, siendo retirada abruptamente de la programación del canal debido a la baja sintonía.

## Versiones
- A.mar, donde el amor teje sus redes (2025), versión mexicana realizada por Las Estrellas (Televisa), protagonizada por Eva Cedeño, David Zepeda y antagonizada por Laura Carmine, Victor González y Olivia Collins.